# LAOTSE
LAOTSE (Links to Asia by Organizing Traineeship and Student Exchange) は、アジアとヨーロッパの各国大学間の国際的な教育ネットワークプログラムである。
1998年3月18日、クアラルンプールで開かれたアジア欧州会合（ASEM）の大学間対話を通じて設立された。
LAOTSE加盟大学は、学生交流プログラムと、質の高い講義、毎年開かれるサマースクールを準備する。
参加大学は、日本、中国、デンマーク、エジプト、フィンランド、フランス、ドイツ、インド、インドネシア、イラン、アイルランド、韓国、マレーシア、シンガポール、スリランカ、タイの16カ国からある。
LAOTSEの名称は、中国の哲学者である老子(LAOTSE)に因む。

## 参加大学

### 日本
- 東京工業大学
- 東京大学
- 慶應義塾大学
- 九州工業大学

### 中国
- 香港科技大学
- 上海交通大学
- 清華大学
- 浙江大学
- 同済大学

### デンマーク
- コペンハーゲン大学

### エジプト
- Benha High Institute Of Technology

### フィンランド
- オウル大学 en:University of Oulu

### フランス
- リヨン化学物理電子専門学校(CPE Lyon) en:Ecole Supérieure de Chimie Physique Electronique de Lyon
- リヨン中央理工科大学(ECL) en:École Centrale de Lyon
- リヨン高等師範学校(ENSL) en:École Normale Supérieure de Lyon
- リヨン国立応用科学大学(INSA-Lyon) en:Institut National des Sciences Appliquées de Lyon

### ドイツ
- ミュンヘン工科大学

### インド
- en:International Institute of Information Technology - Bangalore
- en:Indian Institute of Management, Bangalore
- インド理科大学院, バンガロール
- en:Indian Institute of Technology, Bombay (Mumbai)
- en:Indian Institute of Technology, Delhi
- en:Indian Institute of Technology, Guwahati
- en:Indian Institute of Technology, Kharagpur
- en:Indian Institute of Technology, Madras
- en:Indian Institute of Technology, Roorkee

### インドネシア
- バンドン工科大学

### アイルランド
- リムリック大学

### マレーシア
- en:Multimedia University, Melaka & Cyberjaya

### シンガポール
- シンガポール国立大学

### 韓国
- 韓国科学技術院

### スリランカ
- モラトゥワ大学

### タイ
- アジア工科大学院
- シリントーン国際工学部
- タマサート大学